# Chrześcijańska Społeczna Służba Ludowa
Chrześcijańska Społeczna Służba Ludowa (niem. Christlich-Sozialer Volksdienst) była protestancką, konserwatywną partią polityczną, działającą w Republice Weimarskiej.
Utworzono ją w grudniu 1929 roku w wyniku połączenia dwóch protestanckich ugrupowań politycznych: Chrześcijańsko-społecznego Stowarzyszenia Rzeszy (Christlich-soziale Reichsvereinigung) oraz Chrześcijańskiej Służby Ludowej (Christlicher Volksdienst). Obie te partie pojawiły się na scenie politycznej na fali powszechnego wśród protestantów niezadowolenia z przemian w łonie Niemieckiej Narodowej Partii Ludowej (DNVP). Ugrupowania różniły się między sobą w wielu kwestiach, na przykład w sprawie roli i znaczenia ustroju republikańskiego, były jednak zdolne zachować jedność. CSVD przedstawiała się jako protestancka alternatywa dla katolickiej Partii Centrum. Otrzymywała poparcie głównie wśród przedstawicieli klasy średniej.
W latach 1930 i 1932 CSVD wystawiała swoich kandydatów do wyborów parlamentarnych. Po wyborach utworzyła w Reichstagu wspólny klub parlamentarny z Chrześcijańsko-Narodową Chłopską Partią Rolniczą (Christlich-Nationale Bauern- und Landvolkpartei). Po przejęciu władzy przez NSDAP w roku 1933 CSVD znalazła się na liście organizacji zdelegalizowanych.
Prezydent RFNu w latach 1969-74, Gustav Heinemann, należał do CSVD w okresie Republiki Weimarskiej.